# Élénie verdâtre
Myiopagis viridicata
Espèce
Répartition géographique
Statut de conservation UICN

 LC  : Préoccupation mineure
L'Élénie verdâtre (Myiopagis viridicata) est une espèce de passereaux de la famille des Tyrannidae.

## Habitat
Elle fréquente les plaines humides au bord des forêts ainsi que les régions boisées dégagées.

## Répartition et sous-espèces
Selon la classification de référence du Congrès ornithologique international (15.1, 2025) elle se répartit en dix sous-espèces : (ordre phylogénique) :
- Myiopagis viridicata jaliscensis Nelson, 1900 — sud-ouest du Mexique ;
- Myiopagis viridicata minima Nelson, 1898 — îles Tres Marías ;
- Myiopagis viridicata placens (Sclater, 1859) — du sud-est du Mexique et la péninsule du Yucatán au Honduras ;
- Myiopagis viridicata pacifica (Brodkorb, 1943) — littoral pacifique du Chiapas au Honduras ;
- Myiopagis viridicata accola  Bangs, 1902 — du Nicaragua à l'ouest du Venezuela ;
- Myiopagis viridicata pallens Bangs, 1902 — nord de la Colombie ;
- Myiopagis viridicata restricta  Todd, 1952 — Venezuela et Guyana ;
- Myiopagis viridicata zuliae Zimmer & Phelps, 1955 — serranía de Perijá ;
- Myiopagis viridicata implacens (Sclater, 1862) — ouest de l'Équateur;
- Myiopagis viridicata viridicata (Vieillot, 1817) — centre/nord-est de l'Amérique du Sud.